# Zdravko Zupan
Zdravko Zupan (serbisk kyrilliska: Здравко Зупан), född 7 februari 1950 i Zagreb,  i Kroatien, SFR Jugoslavien, död 9 oktober 2015 i Zemun i Serbien, var en serbisk och jugoslavisk serieskapare och konsthistoriker.
Han är skapare av bland annat "Tom & Jerry" (serieförfattare: Lazar Odanović), "Zuzuko" och "Munja" (serieförfattare: Zupan) "Mickey Mouse", "Goofy" och "Ellsworth" (serieförfattare: François Corteggiani), "Miki i Baš-Čelik" (serieförfattare: Nikola Maslovara)

### Tecknade serier
- "Zuzuko", serieförfattare: Z. Zupan, Yu strip, Munja och Bijela pčela, Serbien och Kroatien, 1977-
- "Tom & Jerry", serieförfattare: Lazar Odanović, VPA, Zagreb, 1983-1988.
- "Mickey Mouse", serieförfattare: F. Corteggiani, Le Journal de Mickey, Frankrike, 1990-1994.
- "Goofy", serieförfattare: F. Corteggiani, Le Journal de Mickey, Frankrike, 1990-1994.
- "Ellsworth", serieförfattare: F. Corteggiani, Le Journal de Mickey, Frankrike, 1990-1994.
- "Miki i Baš-Čelik", serieförfattare: N. Maslovara, Mikijev zabavnik, Serbien, 1999.
- "Munja", serieförfattare: Z. Zupan, Vasa Pavković och Zoran Stefanović, Munja, Munja Strip och Bijela pčela, Serbien och Kroatien, 2001-

### Böcker
- Istorija jugoslovenskog stripa I, Slavko Draginčić och Zdravko Zupan, Novi Sad, 1986.
- Vek stripa u Srbiji, Zdravko Zupan, Pančevo, 2007.
- The Comics We Loved: Selection of 20th Century Comics and Creators from the Region of Former Yugoslavia (Stripovi koje smo voleli: izbor stripova i stvaralaca sa prostora bivše Jugoslavije u XX veku), Živojin Tamburić, Zdravko Zupan och Zoran Stefanović, Belgrad, 2011.